# 동구 (대전광역시)
동구(東區)는 대전광역시의 구이다. 중앙동에 대전역과 철도기관 공동사옥이 위치하고, 용전동에는 대전복합터미널이 있다. 동부에는 대청호가 있다. 2012년 가오동의 신축 청사로 이전하였다.

## 역사
- 1971년 7월 1일 대전시 동부출장소(11행정동), 북부출장소(9행정동)를 설치하였다.[3]
- 1977년 9월 1일 동부출장소, 북부출장소를 통합하여 충청남도 대전시 동구를 설치하였다.[4] 20행정동
- 1979년 5월 1일 가양동이 용전동으로 분동하였다.[5] 21행정동
- 1980년 12월 15일 구청소재지를 동구 원동 85-5번지로 이전하였다.[6]
- 1982년 9월 1일 가양동이 가양1동, 가양2동으로 분동하였다.[7] 22행정동
- 1983년 2월 15일 대덕군 회덕면 일원을 동구에 편입하여,[8] 회덕1동, 회덕2동을 설치하였다. 24행정동
- 1983년 10월 1일 오정동이 대화동으로 분동하였다.[9] 25행정동
- 1989년 1월 1일 오정동, 대화동, 회덕1동, 회덕2동을 신설 대덕구에 편입하고, 대덕군 산내면 일부, 대덕군 동면을 동구에 편입하여 대전직할시 동구(자치구)로 승격하였다.[10] 편입한 산내면에 산내동을, 동면에 추동, 세천동을 설치하였다. 24행정동
- 1992년 9월 1일 판암동이 판암1동, 판암2동으로 분동하였다.[11] 25행정동
- 1995년 1월 1일 대전광역시 동구[12]
- 1998년 10월 13일 원동ㆍ정동ㆍ중동을 중앙동으로, 대1동ㆍ신안동을 대신동으로, 추동ㆍ세천동을 대청동으로 합동하고, 대2동이 대동으로 개칭하였다.[13] 21행정동
- 2008년 9월 1일 중앙동ㆍ소제동ㆍ대신동ㆍ대동을 중앙동ㆍ대동으로, 신흥동ㆍ인동을 신인동으로, 성남1ㆍ2동을 성남동으로, 삼성1ㆍ2동을 삼성동으로 합동하였다.[14] 16행정동

## 지리
대전 동구는 대전의 동쪽에 있으며, 동쪽으로는 충청북도 옥천군과 경계를 이루고 있고, 서쪽으로는 대덕구와 중구를 접하고 있다. 남쪽으로는 충청남도 금산군과 접하고 있고, 북쪽으로는 충청북도 청주시와 옥천군의 북부와 접하고 있다. 1980년 인공적으로 형성된 대청호가 맑은 호수를 이루고 있으며, 대덕구와 충청북도 청주시·보은군의 경계에도 걸쳐 있는 대청호에 대청댐을 건설함으로써 대청호 인근의 일부 지역이 수몰되었다. 특히, 내탑동에 있던 내탑초등학교는 수몰로 인해 폐교되었다. 조선시대 이성계의 태를 묻었다는 해발 537m의 만인산이 우뚝 서서 남풍을 막고, 그중턱 동쪽으로는 597m의 식장산이 그 줄기를 이루어 북쪽 계족산까지 펼쳐져 있으며, 동구의 수계는 식장산에서 발원한 세류가 흐르는 대동천과 만인산에서 시작하여 식장산 세류와 합쳐지는 대전천이 북쪽으로 흐르고 있다.

### 기후
동구는 한반도의 내륙지방에 있어 기후가, 같은 위도상의 다른 지방에 비하면 해양성기후의 영향을 덜 받지만, 여름은 북태평양으로부터 불어오는 기류의 영향으로 고온다습하고, 겨울은 시베리아 대륙으로부터 불어오는 기류의 영향을 받아 저온건조한 편이다. 1년간 총강수량의 53.8%가 여름에 집중되고 있으며, 겨울의 강수량은 매우 적은 편이다. 그리고 1년 평균 강수량은 1.488mm(최근 5년간)이며, 연평균 기온은 13.3℃로 인근 지역과 큰 차이를 보이지 않고 있으며, 비록 겨울이 길고 여름이 짧기는 하지만 4계절이 뚜렷한 지역이다.

## 행정 구역
2012년 12월 31일 동구의 인구는 102,263 세대, 238,085 명이다.

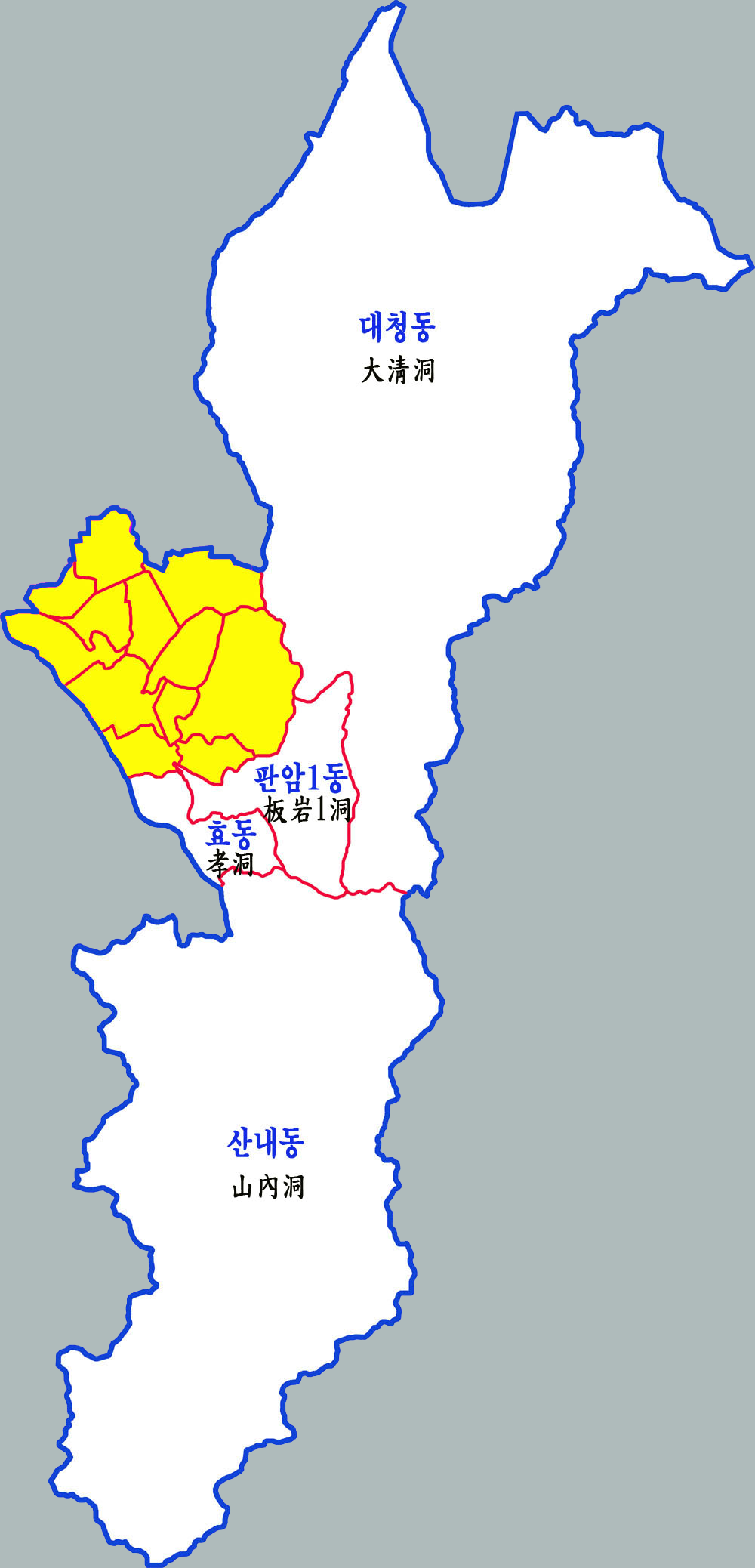
대전 동구의 행정구역

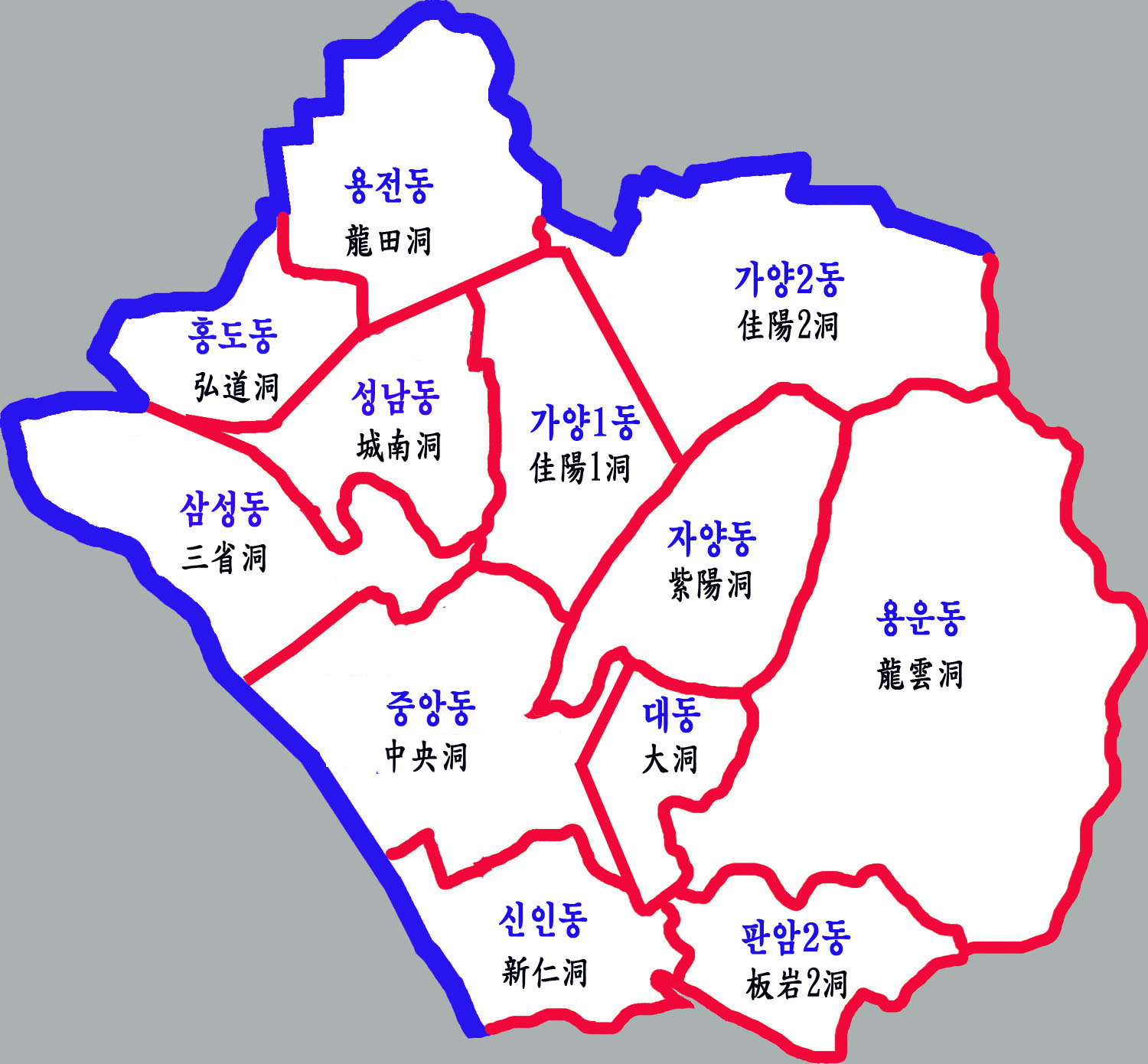
도심부 행정구역

| 행정동  | 한자    | 면적 (km2) | 세대    | 인구 (명) |
| ------- | ------- | ---------- | ------- | --------- |
| 중앙동  | 中央洞  | 1.26       | 4,699   | 8,384     |
| 효동    | 孝洞    | 2.41       | 9,305   | 26,519    |
| 신인동  | 新仁洞  | 0.84       | 5,537   | 14,586    |
| 판암1동 | 板岩1洞 | 5.18       | 4,453   | 11,127    |
| 판암2동 | 板岩2洞 | 0.96       | 5,654   | 11,677    |
| 용운동  | 龍雲洞  | 3.47       | 8,272   | 21,665    |
| 대동    | 大洞    | 0.74       | 5,569   | 14,166    |
| 자양동  | 紫陽洞  | 1.15       | 5,311   | 12,791    |
| 가양1동 | 佳陽1洞 | 1.85       | 6,900   | 16,567    |
| 가양2동 | 佳陽2洞 | 0.86       | 8,766   | 23,040    |
| 용전동  | 龍田洞  | 1.20       | 9,143   | 21,608    |
| 성남동  | 城南洞  | 0.83       | 5,927   | 14,817    |
| 홍도동  | 弘道洞  | 0.63       | 5,406   | 13,456    |
| 삼성동  | 三省洞  | 1.31       | 7,628   | 19,382    |
| 대청동  | 大淸洞  | 63.56      | 1,294   | 3,049     |
| 산내동  | 山內洞  | 50.39      | 7,823   | 22,251    |
| 동구    | 東區    | 136.64     | 101,687 | 255,085   |

## 인구
| 연도   | 총인구    |
| ------ | --------- |
| 1990년 | 302,445명 |
| 1995년 | 272,470명 |
| 2000년 | 247,143명 |
| 2005년 | 231,923명 |
| 2010년 | 244,344명 |
| 2015년 | 247,975명 |

## 구청
- 현재 동구청은 대전광역시 동구 가오동에 위치하고 있다.

### 동구청사 이전
원동 85-5번지에 위치했던 동구 청사는 노후화로 인해 가오지구에 착공하였으나, 호화청사 건립 논란과 재정난으로 2010년 6월 공사가 중단된 상태였다. 이후 민선5기 한현택 청장이 취임한 이후 대전광역시가 원동 현 동구청사를 매입하여 청소년 문화센터로 사용한다는 계획을 발표하고, 행정안전부의 2010년 하반기 지방재정 투.융자 심사에 통과하여 공사 재원을 확보하여 2011년 5월 공사를 재개하였고, 2012년 4월 중 준공되어 5월~6월 중 신청사 시험가동 및 사무실 이전을 거쳐 2012년 7월부터 가오동에서 본격적인 구청 업무가 시작되었다.

## 교통

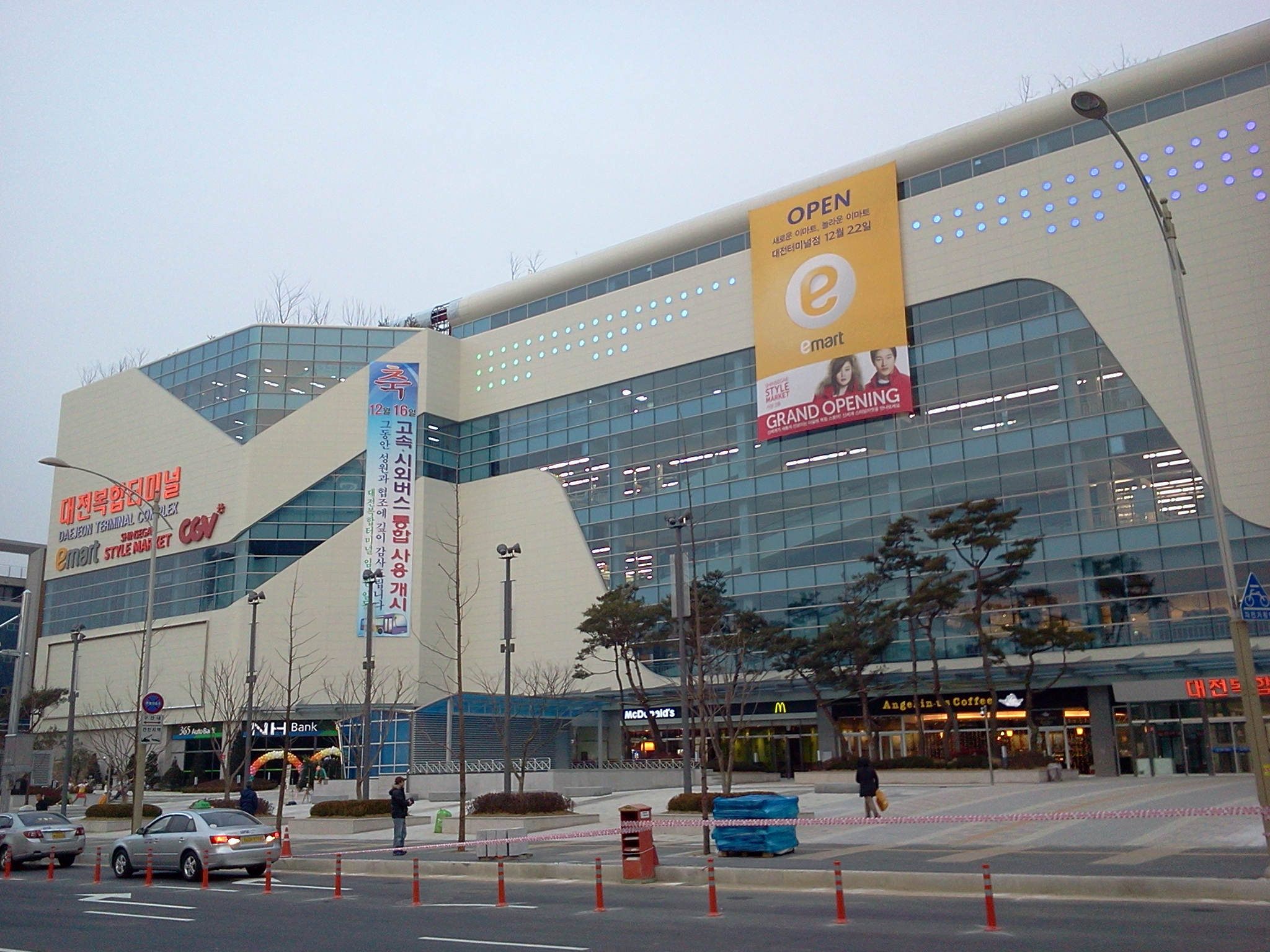
대전복합터미널

### 도로
경부고속도로와 통영대전고속도로, 대전남부순환고속도로가 지나간다. 판암 나들목과 비룡 분기점이 있다. 그리고 금산으로 이어지는 국도 제17호선과 옥천으로 이어지는 국도 제4호선이 지나간다.

### 철도
경부선 및 경부고속선이 동구를 관통하며, 대전광역시의 중심 역이자 동시에 충청북도 제천시의 제천역과 함께 충청권 철도 교통의 중추적인 역할을 하는 대전역이 동구에 위치해 있어 여객 수요가 매우 많으며(KTX, SRT 이용도 가능), 대전 도시철도 1호선에서 같은 이름의 역과 서로 연결되어 있어 연계 환승이 편리하다. 그 이외에도 대전역과 옥천역(부산 방면) 사이에 세천역이라는 소규모 역이 있으나 영업을 하지 않는 역이다.2016년 12월부터 강남 수서역에서 출발하는 SRT가 운행되기 시작하였다.
국가철도공단, 한국철도공사 본사인 철도기관 공동사옥이 대전역 동편에 있다.

### 도시철도
동구에는 대전 도시철도 1호선이 통과한다. 판암차량기지가 있고 판암역, 신흥역, 대동역, 대전역이 자리잡고 있다.

## 교육
- 사립대학교

|  | - 우송대학교 - 대전대학교 |

- 사립전문대학

|  | - 대전보건대학 - 우송정보대학 |

- 폴리텍대학

|  | - 한국폴리텍4대학 (대전대학) |

- 고등학교

|  | - 대전동신과학고등학교 - 명석고등학교 - 보문고등학교 - 우송고등학교 | - 계룡공업고등학교 - 동아마이스터고등학교 - 대전대성여자고등학교 - 대전여자고등학교 - 대전가오고등학교 |

- 특수학교

|  | - 대전맹학교 | - 대전혜광학교 |

## 경제

### 대형 마트
- 하나로마트: 동대전농협하나로마트, 산내농협하나로마트
- 홈플러스: 대전가오점
- 이마트: 대전터미널점

## 자매 도시
| 국가     | 지역     | 지역   |
| -------- | -------- | ------ |
| 대한민국 | 전라남도 | 함평군 |
| 대한민국 | 충청남도 | 금산군 |
| 대한민국 | 충청남도 | 청양군 |
| 대한민국 | 충청북도 | 옥천군 |